# Richard Diamond
Richard Diamond (Richard Diamond, Private Detective) è una serie televisiva statunitense in 77 episodi trasmessi per la prima volta nel corso di 4 stagioni dal 1957 al 1960. La serie è conosciuta anche con il titolo Call Mr. D (applicato alle repliche in syndication).
La serie è originata dall'omonima trasmissione radiofonica in onda dal 1949 al 1953 interpretata da Dick Powell che fu poi produttore della serie.

## Trama
Richard Diamond è un detective privato a cui vengono affidati vari casi da gente comune. Diamond li affronta con l'aiuto della sua segretaria Sam (nella versione italiana chiamata da Richard solo "cocca") che lui chiama da un telefono installato nella sua auto, e del tenente della polizia McGough.

## Personaggi
- Richard Diamond (77 episodi, 1957-1960), interpretato da David Janssen.
- tenente McGough, detto Mac (8 episodi, 1957-1958), interpretato da Regis Toomey.
- Sam (7 episodi, 1959), interpretata da Mary Tyler Moore.
- tenente Pete Kile (6 episodi, 1958-1960), interpretato da Russ Conway.
- Karen Wells, fidanzata di Diamond, (5 episodi, 1959), interpretata da Barbara Bain.
- Sam (5 episodi, 1959-1960), interpretata da Roxane Brooks.
- Albert Gunther (4 episodi, 1958-1959), interpretato da Bartlett Robinson.
- Frank (4 episodi, 1958-1960), interpretato da Peter Leeds.
- Burke (4 episodi, 1957-1959), interpretato da Lewis Charles.
- Peter Rocco (3 episodi, 1957-1960), interpretato da Richard Devon.
- Arnie Bullock (3 episodi, 1957-1959), interpretato da Robert Quarry.
- Bank Manager (3 episodi, 1957-1960), interpretato da Jonathan Hole.
- Martha Shearing (3 episodi, 1957-1959), interpretato da Phyllis Avery.
- Bunny (3 episodi, 1957-1959), interpretata da Patricia Donahue.
- Steve (3 episodi, 1957-1959), interpretato da Richard Reeves.
- Babs (3 episodi, 1958-1959), interpretata da Peggy Maley.
- Cryer (3 episodi, 1958-1959), interpretato da Gil Perkins.
- Paul Schofield (3 episodi, 1959-1960), interpretato da Michael Fox.
- Ken Porter (3 episodi, 1959-1960), interpretato da DeForest Kelley.
- Charley Blaine (2 episodi, 1957-1958), interpretato da Grant Richards.
- Baron (2 episodi, 1957-1960), interpretato da Tommy Cook.
- Frank Bonner (2 episodi, 1957-1958), interpretato da Peter Hansen.
- Anne Mitchell (2 episodi, 1957-1959), interpretata da Gail Kobe.
- Dixie Moore (2 episodi, 1957-1958), interpretata da Gloria Winters.
- sergente Riker (2 episodi, 1957), interpretato da Bill Erwin.

## Produzione
La serie fu prodotta da Four Star Productions, società di Dick Powell.
La serie debuttò sulla CBS ma nell'ultima stagione fu trasmessa sulla NBC. David Janssen interpreta il ruolo di Diamond. La sua segretaria, Sam ("Cocca" nella versione in italiano), viene mostrata solo dalla vita in giù e si vedono solo le gambe. Inizialmente, queste erano le gambe di Mary Tyler Moore, ma in seguito furono altre attrici a prestare le gambe. La Moore e le altre attrici non furono mai accreditate nel corso del programma e si seppe della partecipazione della Moore solo dopo una sua intervista a TV Guide nel 1959. Russ Conway appare occasionalmente nel ruolo del tenente Pete Kile durante la stagione finale. Durante le quattro stagioni, l'ambientazione della serie cambiò e si spostò da New York a Los Angeles.
Le musiche originali sono di Frank De Vol, incluso il tema per la prima e la seconda stagione. La terza stagione fu caratterizzata da un tema  jazz firmato da Pete Rugolo.
Le guest star includono Chris Alcaide, Phyllis Avery (tre volte), Francis De Sales, Don Keefer, e Joyce Meadows.

### Registi
Tra i registi della serie sono accreditati:
- Thomas Carr (8 episodi, 1957-1960)
- Don McDougall (5 episodi, 1957-1959)
- Tom Gries (4 episodi, 1957-1958)
- Roy Del Ruth (3 episodi, 1957-1958)
- Oscar Rudolph (3 episodi, 1957)
- Leigh Jason (3 episodi, 1958)
- Mark Sandrich Jr. (2 episodi, 1957)
- Alvin Ganzer (2 episodi, 1959)

## Distribuzione
La serie fu trasmessa negli Stati Uniti dal 1957 al 1960 sulla rete televisiva CBS (stagioni 1-2-3) e sulla NBC (stagione 4).
Alcune delle uscite internazionali sono state:
- negli Stati Uniti il 1º luglio 1957 (Richard Diamond, Private Detective)
- in Germania Ovest (Richard Diamond, Privatdetektiv)
- in Italia (Richard Diamond)
- in Francia (Richard Diamond)

## Episodi
| Stagione         | Episodi | Prima TV USA |
| ---------------- | ------- | ------------ |
| Prima stagione   | 12      | 1957         |
| Seconda stagione | 21      | 1958         |
| Terza stagione   | 18      | 1959         |
| Quarta stagione  | 26      | 1959-1960    |